# Собор Святого Трифона
42°25′28″ пн. ш. 18°46′17″ сх. д. / 42.424311111111° пн. ш. 18.771416666667° сх. д.
Собор Святого Трифона у Которі, Чорногорія — один із римо-католицьких соборів у Чорногорії. Це резиденція римо-католицької єпархії Котор, яка охоплює всю Которську затоку та муніципалітет Будва.

## Розташування
Собор знаходиться у місті Котор, одному з найкрасивіших середньовічних укріплених міст Середземномор'я. Побудований на честь Святого Трифона, покровителя міста, на тому ж місці, де давно існувала давня церква. Попередню церкву збудував у 809 році Сараценіс, громадянин Котора, там зберігалися останки святого.

## Історія
Собор був освячений 19 червня 1166 року Це одна з найбільш ошатних будівель у Которі. Собор був пошкоджений і відновлений після землетрусу в Дубровнику 1667 року.
Чорногорський землетрус у квітні 1979 року повністю зруйнував узбережжя Чорногорії, сильно пошкодив собор.
Романська архітектура містить багату колекцію артефактів. Старіший за багато відомих церков і соборів у Європі, собор має скарбницю величезної цінності. В його інтер'єрі є фрески XIV століття, кам'яний орнамент над головним вівтарем, в якому зображено життя святого Трифона.
Колекція предметів мистецтва включає срібну руку та хрест, прикрашені орнаментом. Це лише частина цінних речей скарбниці.